# Sharon D. Clarke

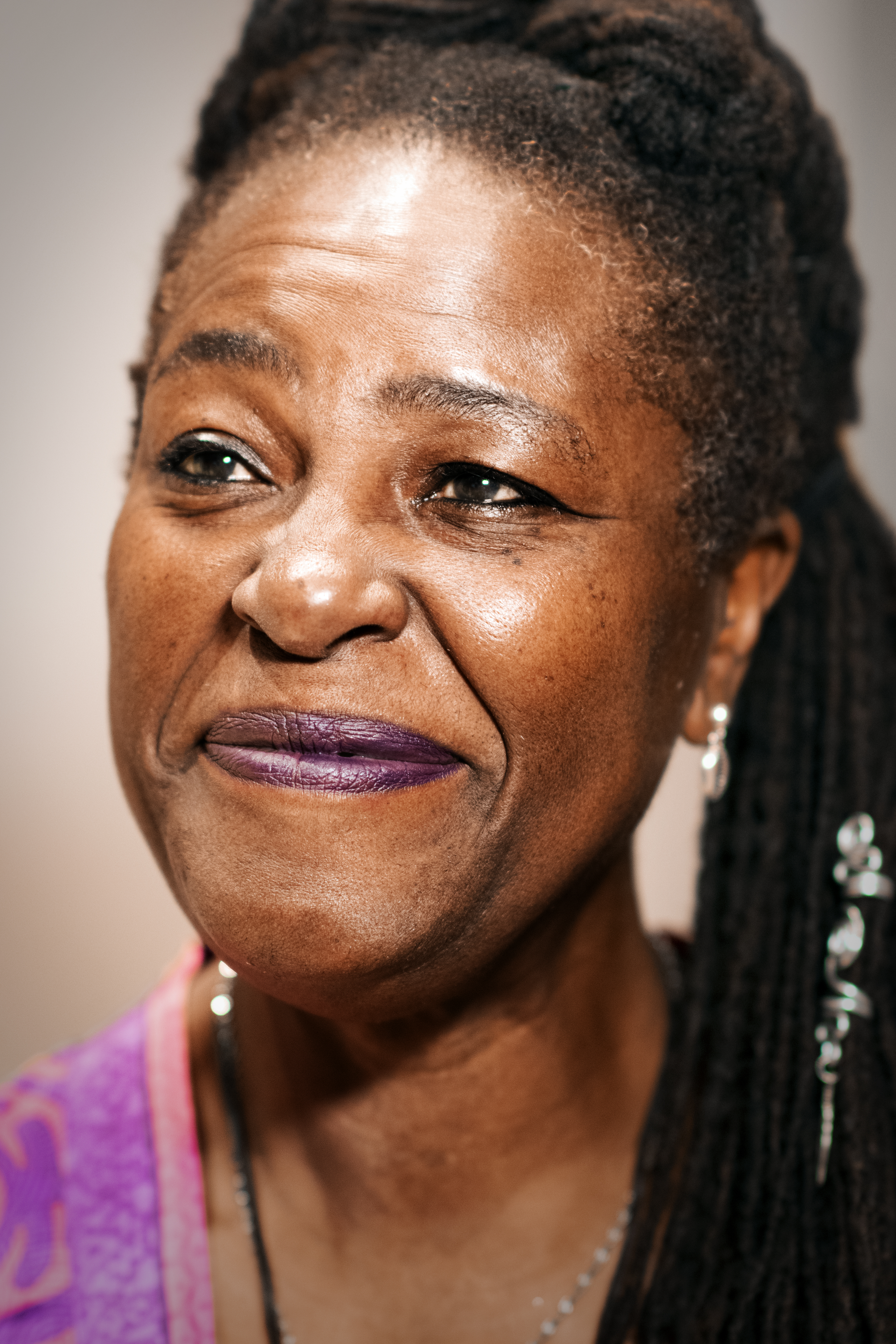
Sharon D. Clarke 2022

Sharon D. Clarke (auch Sharon Dee Clarke; * 12. August 1966 in London) (MBE) ist eine britische Schauspielerin und ehemalige House-Sängerin.
Im Fernsehen ist sie am bekanntesten für die Krankenhausserie Holby City, in der sie von 2005 bis 2008 spielte, und Doctor Who von 2018 bis 2021. Im Theater spielt sie hauptsächlich am West End. Einen ersten Laurence Olivier Award gewann sie für das Stück The Amen Corner 2014; zwei weitere 2019 und 2020 für das Musical Caroline, or Change und das Stück Death of a Salesman, die sie beide anschließend auch am Broadway performte. Dort erhielt sie für Caroline, or Change eine Tony- und eine Grammy-Nominierung.

## Frühes Leben
Clarkes Eltern, ein Zimmermann und eine Näherin, kommen beide aus Jamaika und gehören zur Windrush-Generation, die nach dem Zweiten Weltkrieg aus der Karibik nach Europa emigrierte. Sie verstarben 1995 und 2016. Clarke wurde 1966 im Londoner Ortsteil Tottenham geboren und hat eine ältere Schwester. Sie besuchte ab dem Alter von sechs Jahren die Ivy Travers Dance School im London Borough of Hackney. Am North London College lernte sie Sozialpädagogik, aber hatte dann ihr Theaterdebüt, ohne je als Sozialarbeiterin gearbeitet zu haben.

## Karriere

### Theater/Musical

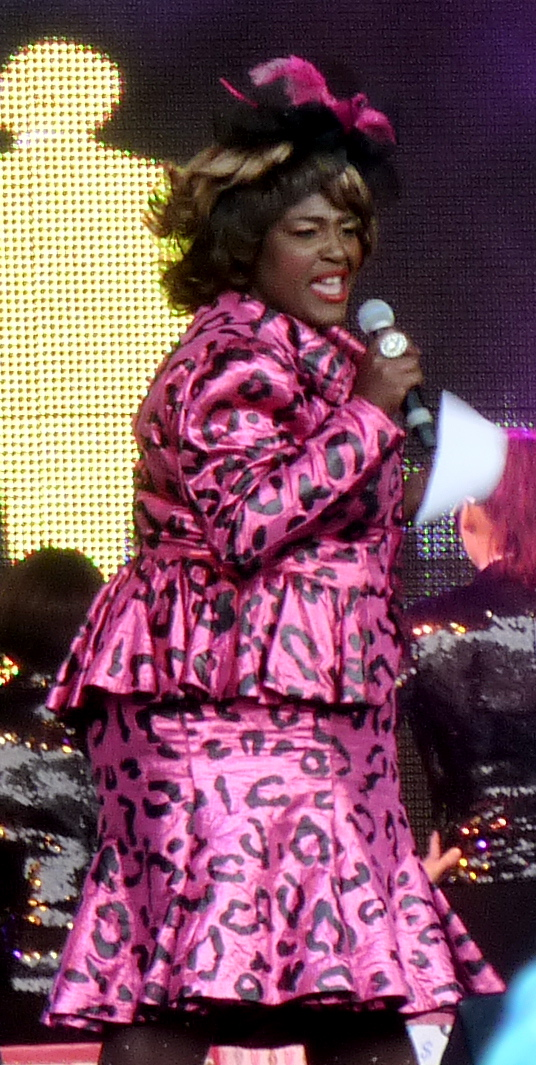
Clarke als Oda Mae Brown in Ghost, 2011

Clarke hatte ihr professionelles Debüt 1984 mit Southside im Battersea Arts Centre und ihr Debüt an einem Theater 1988 mit O, Babylon! der Talawa Theatre Company. Ihre erste Preisnominierung erhielt sie 1995 mit Once on This Island für einen Laurence Olivier Award. Weitere Rollen im West End folgten etwa in Guys and Dolls, Rent und als Rafiki im Der König der Löwen von 2000 bis 2002. Clarke tritt außerdem regelmäßig im Hackney Empire in Pantos auf, in dem ihre Frau Regisseurin ist.
Das erste Mal war sie Originalbesetzung einer neuen Show 2003 im Jukebox-Musical We Will Rock You als die Killer Queen. Das zweite Mal brachte sie 2011 mit Ghost – Das Musical als erste eine Rolle auf die Bühne, nämlich Oda Mae Brown, die in der Filmvorlage Ghost – Nachricht von Sam von Whoopi Goldberg verkörpert wurde. Für beide Rollen war sie erneut als Beste Musical-Nebendarstellerin für einen Laurence Olivier Award nominiert. 2014 gewann sie schließlich ihren ersten Laurence Olivier als Beste Theater-Nebendarstellerin mit The Amen Corner von James Baldwin.
2015 hatte sie ihr Shakespeare-Debüt als Krankenschwester in Romeo und Julia und 2016 spielte sie die Titelrolle Ma Rainey in August Wilsons Ma Rainey’s Black Bottom, für die sie hohes Kritikerlob erhielt.
Die Titelrolle der Caroline Thibodeaux im Musical Caroline, or Change spielte sie zuerst 2017 im Chichester Festival Theatre und 2018 im Playhouse Theatre, wo es ihre erste Titelrolle am West End war. Im Jahr darauf spielte sie als Linda Lorman im Tod eines Handlungsreisenden (englisch Death of a Salesman) erst am Young Vic, dann im West End. Für beide Rollen wurde sie wieder mit Laurence Oliviers ausgezeichnet als Beste Hauptdarstellerin, einmal in einem Musical und einmal in einem Theaterstück. Beide Produktionen gingen danach mit ihr in denselben Rollen an den Broadway: Caroline, or Change 2021 bis 2022, was ihr Broadway-Debüt war, das aufgrund der COVID-19-Pandemie verspätet stattfand, und Death of a Salesman 2022. Mit ersterem wurde sie für einen Tony Award nominiert und das Album für einen Grammy Award.

### Fernsehen
Im Fernsehen übernimmt Clarke seit den späten 80ern hauptsächlich Episodenrollen. In der Krankenhausserie Holby City spielte sie von 2005 bis 2008 in über 100 Folgen ihre längste und bekannteste Rolle Lola Griffin, als die sie auch in einem Crossover mit Casualty und dem Spin-Off Holby Blue auftrat. 2008 war sie ein Jurymitglied der Talentshow Last Choir Standing. Von 2018 bis 2021 erschien sie unregelmäßig in Doctor Who, als Jodie Whittaker den Doktor verkörperte, in einer Nebenrolle als Großmutter eines Companions. Weitere größere Serienrollen folgten etwa 2021 in der ersten Staffel von Showtrial und 2024 in den beiden LGBT-Serien Lost Boys and Fairies und Mr Loverman. In Ellis übernahm sie die Titelrolle als Polizistin.

### Musik
1986 bis 1993 brachte Clarke Solosingles heraus. Clarke sang 1989 für das FPI Project dessen Coverversion von Going Back to My Roots, die in den deutschen Charts den fünften Platz erreichte. Sie gehörte zum House-Duo Nomad, das 1989 bis 1992 Singles herausbrachte. Am erfolgreichsten war 1991 (I Wanna Give You) Devotion, das in den britischen Charts den zweiten Platz erreichte. 2000 war sie Teil der Gruppe Six Chix, die für den Eurovision Song Contest gebildet wurde und im Vorentscheid mit dem Lied Only the Women Know antrat, aber gegen Nicki French unterlag.

## Persönliches
Clarke ist mit der Theaterautorin und -regisseurin Susie McKenna verheiratet. Sie haben sich bei Arbeit im Hackney Empire Theater kennengelernt und auf dessen Bühne 2008 geheiratet.

## Diskografie
Quelle: Discogs
(als Sharon Dee Clarke)
Eigene Singles/EPs
- 1986: Dance Your Way Out Of the Door
- 1987: He’s Coming Back
- 1987: Past, Present & Future
- 1988: Awesome
- 1988: I Can’t Stay Mad At You
- 1989: Something Special
- 1989: Keeping My Faith In Love
- 1989: I’m Gonna Eat You Up
- 1990: Mr. Right
- 1990: Guilty / Summer Days
- 1993: Happiness
- 1993: Runaway Love

Gastbeteiligungen
- 1989: FPI Project: Going Back To My Roots (Vocals)
- 1999: Espiriu feat. Sharon D. Clarke: You Are My Light
- 1999: G.T. feat. Sharon Dee Clarke: Till I’m Ready

## Filmografie

### Fernsehserien
- 1986: EastEnders (1 Episode)
- 1986: Der singende Detektiv (The Singing Detective, 6 Episoden)
- 1988: Tumbledown (Fernsehfilm)
- 1990: Kinderstation (Children’s Ward, 2 Episoden)
- 1993: Undercover! – Ermittler zwischen den Fronten (Between the Lines, 1 Episode)
- 1995: Soldier Soldier (1 Episode)
- 1996: Performance (1 Episode)
- 2003: Waking the Dead (2 Episoden)
- 2003: Holby City (1 Episode)
- 2004–2007: Boo! (11 Episoden, Synchronisation)
- 2005: The Crust
- 2005–2008, 2019: Holby City (112 Episoden)
- 2005: Casualty (1 Episode)
- 2008: Holby Blue (1 Episode)
- 2010: The Bill (1 Episode)
- 2011: EastEnders (1 Episode)
- 2011: Shadow Line (2 Episoden)
- 2012: Tree Fu Tom (5 Episoden, Synchronisation)
- 2013: Psychobitches (2 Episoden)
- 2013: New Tricks (2 Episoden)
- 2015: Death in Paradise (1 Episode)
- 2015: Too Close for Comfort (1 Episode)
- 2015: You, Me & Them (1 Episode)
- 2017: Unforgotten (1 Episode)
- 2017, 2019: Thunderbirds Are Go (2 Episoden, Synchronisation)
- 2018: Kiri (1 Episode)
- 2018: Doctors (1 Episode)
- 2018: Silent Witness (2 Episoden)
- 2018: Flowers (1 Episode)
- 2018: Informer (6 Episoden)
- 2018–2021: Doctor Who (5 Episoden)
- 2019–2020: Wuffel, der Wunderhund (Waffle the Wonder-Dog, 2 Episoden)
- 2021: La Fortuna (3 Episoden)
- 2021: Showtrial (5 Episoden)
- 2024: Lost Boys & Fairies (3 Episoden)
- 2024: Mr Loverman (8 Episoden)
- seit 2024: Ellis

### Filme
- 1999: Beautiful People
- 2000: Club der starken Frauen (Secret Society)
- 2007: Sugarhouse
- 2016: The Darkest Universe
- 2018: TAU
- 2019: Rocketman
- 2019: Rocks
- 2023: Royal Blue
- 2024: Bagman

## Theatrografie (Auswahl)
Quelle: BroadwayWorld
- 1988: O, Babylon! (London Festival Fringe)
- 1994: Once on This Island (West End)
- 1996: Guys and Dolls (Royal National Theatre)
- 1997: Stepping Out (West End)
- 2002: We Will Rock You (West End)
- 2011: Ghost – Das Musical (West End)
- 2016: Ma Rainey’s Black Bottom (Royal National Theatre)
- 2017: The Life (West End)
- 2018: Caroline, or Change (West End)
- 2019: Death of a Salesman (West End)
- 2019: Blues in the Night (West End)
- 2021: Caroline, or Change (Broadway)
- 2022: Death of a Salesman (Broadway)
- 2024–2025: The Importance of Being Earnest (Royal National Theatre)

## Auszeichnungen und Nominierungen

### Ehrungen
2017 wurde Clarke zum Mitglied der Order of the British Empire für Verdienste im Schauspiel ernannt.

### Theater
- 1995 Laurence Olivier Awards: Nominierung als Beste Nebenrolle in einem Musical für Once on This Island
- 2003 Laurence Olivier Awards: Nominierung als Beste Nebenrolle in einem Musical für We Will Rock You
- 2012 Laurence Olivier Awards: Nominierung als Beste Nebenrolle in einem Musical für Ghost – Das Musical
- 2014 Laurence Olivier Awards: Auszeichnung als Beste Nebendarstellerin für The Amen Corner
- 2018 Off West End Theatre Awards: Auszeichnung als Beste Nebendarstellerin in einem Musical für The Life
- 2025 Laurence Olivier Awards: Nominierung als Beste Nebendarstellerin für The Importance of Being Earnest

für Caroline, or Change

(West End)
- 2018 Evening Standard Theatre Awards: Nominierung als Beste Musical-Performance
- 2019 Laurence Olivier Awards: Auszeichnung als Beste Musical-Schauspielerin
- 2019 Black British Theatre Awards: Auszeichnung als Beste Musical-Schauspielerin

(Broadway)
- 2022 Tony Awards: Nominierung als Beste Hauptdarstellerin in einem Musical
- 2022 Drama Desk Awards: Nominierung als Beste Musical-Schauspielerin
- 2022 Drama League Awards: Nominierung als Herausragende Performance
- 2022 Outer Critics Circle Awards: Nominierung als Beste Musical-Schauspielerin
- 2022 Theatre World Awards: Auszeichnung als Herausragende Debüt-Performance
- 2023 Grammy Awards: Nominierung zum Besten Musiktheater-Album

für Death of a Salesman
 
(West End)
- 2019 Critics Circle Theater Awards: Auszeichnung als Beste Schauspielerin für Death of a Salesman
- 2020 Laurence Olivier Awards: Auszeichnung als Beste Schauspielerin für Death of a Salesman

(Broadway)
- 2023 Drama Desk Awards: Nominierung als Beste Hauptrolle in einem Theaterstück
- 2023 Drama League Awards: Nominierung als Herausragende Performance
- 2023 Outer Critics Circle Awards: Nominierung als Beste Hauptrolle in einem Broadway-Stück

### Fernsehen
- 2025 British Academy Television Awards: Nominierung als Beste Hauptdarstellerin für Mr Loverman